# Seznam iraških kardinalov
Seznam iraških kardinalov.

## D
- Emmanuel III. Delly

## S
- Louis Raphaël I Sako

## T
- Ignace Gabriel I. Tappouni